# Serixia fulvida
Serixia fulvida là một loài bọ cánh cứng trong họ Cerambycidae.